# Down to Earth (Ozzy Osbourne)
Down to Earth è l'ottavo album in studio del cantante heavy metal Ozzy Osbourne, pubblicato nel 2001. Ha venduto circa 2 500 000 copie in tutto il mondo.

## Descrizione
Nell'album compaiono nuovi musicisti, il batterista Mike Bordin (Faith No More), il tastierista Tim Palmer (anche produttore del disco) e il bassista Robert Trujillo (in futuro nei Metallica). Inoltre, torna il chitarrista Zakk Wylde, uscito dal gruppo per dedicarsi ai suoi progetti paralleli, come i Black Label Society. L'album, presentante sonorità molto aggressive e moderne, non ebbe grande successo anche se vinse il disco di platino negli Stati Uniti. Il relativo tour risulta invece molto apprezzato (soprattutto in Giappone), tanto che Ozzy ne ha pubblicato il disco dal vivo Live at Budokan. Si dice che la copertina raffiguri il cantante visto ai raggi x.

## Tracce
1. Gets Me Through  (Osbourne/Palmer)  – 5:04
2. Facing Hell  (Osbourne/Palmer/Humphrey/Nicholls)  – 4:26
3. Dreamer  (Osbourne/Frederiksen/Jones)  – 4:45
4. No Easy Way Out  (Osbourne/Palmer)  – 5:06
5. That I Never Had  (Osbourne/Holmes/Trujillo/Frederiksen)  – 4:24
6. You Know... pt. 1  (Osbourne/Palmer)  – 1:06
7. Junkie  (Osbourne/Holmes/Trujillo/Frederiksen)  – 4:28
8. Running out of Time  (Osbourne/Frederiksen/Jones)  – 5:06
9. Black Illusion  (Osbourne/Palmer/Sturmer/Nicholls)  – 4:21
10. Alive  (Osbourne/Saber)  – 4:54
11. Can You Hear Them?  (Osbourne/Holmes/Trujillo/Frederiksen)  – 4:59

## Formazione
- Ozzy Osbourne - voce
- Zakk Wylde - chitarra
- Robert Trujillo - basso
- Mike Bordin - batteria
- Tim Palmer - tastiere